# Мрмољци
Мрмољци, водењаци или тритони (лат. Triturus) су група репатих водоземаца која припада породици даждевњака и мрмољака и попут свих представника ове породице имају типичан изглед даждевњака. Ипак, за разлику од рода даждевњака (лат. Salamandra), представници овог рода су више прилагођени воденој средини. 

## Врсте
Род мрмољака (лат. Triturus) је укључивао већину европских врста из потпородице Pleurodelinae све до краја 20. века, али након што је утврђено да је род полифилетски, велики број врста је премештен у нове родове. Призната су три нова рода у која су смештене врсте измештене из рода мрмољака (лат. Triturus): род Lissotriton, род Ommatotriton и род Ichthyosaura. Овако смањен род мрмољака (лат. Triturus) који данас укључује 9 врста је монофилетски.
Врсте које (од 2016) припадају роду мрмољака:
- Главати мрмољак[3]
 (Triturus carnifex)
- Велики мрмољак[3]

- Подунавски мрмољак[3]

- Дугоноги мрмољак[3]

- Балкански мрмољак

- Анадолијски мрмољак

- Македонски мрмољак

- Мраморасти мрмољак

- Патуљасти мрмољак


Мраморасти и патуљасти мрмољак су дуго сматрани за једну врсту Triturus marmoratus, исто важи и за осталих 7 врста које су такође сматране за једну врсту Triturus cristatus. Међутим, након што је утврђено да између „подврста” постоје велике разлике на нивоу ДНК, ове „подврсте” су признате као посебне врсте, при чему се 7 врста за које је сматрано да чине врсту Triturus cristatus често користи заједнички назив „надврста Triturus cristatus”. Балкански и анадолијски мрмољак, су две врсте које су на основу анализа ДНК последње признате (2013 и 2016); оне заједно са дугоногим мрмољком чине криптичну или скривену групу врста између којих не постоје познате морфолошке разлике.

## Размножавање
У време парења, мужјаци се мењају; кресте дуж леђа им постају знатно веће, а и реп им се проширује. Такође, мења им се и боја тела. За разлику од њих, женке свих врста су тамнијих боја, а реп им није задебљао. Мрмољци достижу дужину до 20 cm.
Слична појава се јавља код мужјака две врсте које су у прошлости укључиване у род мрмољака. Код мужјака обичног мрмољка (Lissotriton vulgaris, раније Triturus vulgaris) појављују се црне тачке које се истичу на жутим леђима, а на врху репа наранџасте и беле црте. Алпски мрмољак (Ichthyosaura alpestris, раније Triturus alpestris) тада има црвени стомак и тиркизне бокове.